# Большая Тюлякова
Большая Тюлякова — деревня в Кунашакском районе Челябинской области. Входит в состав Урукульского сельского поселения.
Деревня основана в 1-й половине 18 века башкирами (улу-катайцами), название происходит от имени главы местного башкирского рода.

## География
Расположена в северной части района, на берегу реки Караболки. Расстояние до районного центра, Кунашака, 24 км.

## Население
| 2002 | 2010 |
| ---- | ---- |
| 461  | ↘371 |

(в 1970 — 575, в 1983 — 467, в 1995 — 519)

## Улицы
- Коммунистическая улица
- Новая улица
- Речная улица
- Центральная улица